# Tumannost Andromedy
Tumannost Andromedy (russisk: Туманность Андромеды, da.: Andromedagalaksen) er en sovjetisk science fiction spillefilm fra 1967 instrueret af Jevgenij Sjerstobitov.

## Medvirkende
- Sergej Stoljarov som Dar Veter
- Vija Artmane som Veda Kong
- Nikolaj Krjukov som Erg Noor
- Tatjana Volosjina som Niza Krit
- Lado Tskhvariashvili som Mven Mas
- Ljudmila Tjursina som Louma Lasvi